# 40-я отдельная гвардейская бригада морской пехоты
40-я отдельная гвардейская Краснодарско-Харбинская дважды Краснознамённая бригада морской пехоты (40 обрмп, в/ч 10103) — тактическое соединение морской пехоты Тихоокеанского флота Вооружённых сил Российской Федерации.
Дислоцируется бригада на территории Восточного военного округа. Размещение частей бригады в г. Петропавловск-Камчатский Камчатского края.

## История
Днём рождения дивизии считается 22 сентября (5 октября) 1918 года, когда Василий Чапаев доложил об окончании формирования 2-й Николаевской пехотной дивизии. Дивизия участвовала в боях на Уральском фронте, затем вела бои на Южном фронте, на Дону и на Кубани, в Новороссийске и Краснодаре. Соединение состояло из полков, созданных на основе партизанских отрядов Новоузенского, Николаевского и Малоузенского уездов Самарской губернии и двух добровольческих отрядов из рабочих городов Пенза и Балашов.
В 1918—1919 гг. входила в состав 4-й армии Восточного фронта РККА. С 20 апреля по 11 июля 1919 года, на протяжении 80 дней силы дивизии обороняли Уральск.
17-го ноября 1918 года на базе отдельного дивизиона тяжёлых гаубиц 22-й стрелковой Краснодарской дивизии был сформирован 22-й артиллерийский полк, который в 1919 году был переименован в 246-й артиллерийский полк, впоследствии ставший 1140-й гвардейским артиллерийским полком 76-й гвардейской Краснознамённой Черниговской десантно-штурмовой дивизии, дислоцированной в Пскове.
Постановлением ВЦИК от 25 декабря 1921 г. дивизия получила почётное наименование «Краснодарская». После окончания гражданской войны дивизия выполняла задачи по охране черноморского побережья. 21 февраля 1931 г. за отличные показатели в боевой и политической подготовке 22-я Краснодарская дивизия была награждена Почётным революционным Красным Знаменем.
В связи с обострением обстановки в районе Дальнего Востока в июне 1937 г. дивизию перебрасывают в Приморскую группу войск. В 1938 г. дивизия участвует в разгроме японских войск у озера Хасан и на Халхин-Голе.
В годы Великой Отечественной войны дивизия постоянно дислоцировалась в Дальневосточном военном округе, выполняя при этом задачи по подготовке руководящих кадров для воинских частей, убывающих на войну с гитлеровской Германией. С 1941 по 1943 годы, из дивизии на Западный фронт в составе маршевых рот и батарей было отправлено 6086 человек.
8 августа 1945 г. началась война с Японией, во время которой части дивизии в ходе Харбино-Гиринской наступательной операции штурмовали г. Харбин. Приказом Верховного Главнокомандующего дивизия после этого удостоена почётного наименования «Харбинская».
12 марта 1957 г. дивизия переформирована в мотострелковую. В эти годы дивизия из Находки передислоцирована сначала на Сахалин, а затем на Камчатку, где и располагалась всё послевоенное время. 22-я дивизия (в/ч 10103) находилась в составе 25-го армейского корпуса Дальневосточного военного округа.
1 июня 2002 года дивизия переформирована в 40-ю отдельную мотострелковую бригаду и переподчинена Тихоокеанскому флоту.
Указом Президента РФ от 6 августа 2007 г. мотострелковая бригада была переформирована в 40-ю отдельную бригаду морской пехоты, которая с 1 декабря 2009 г. переформирована в 3-й отдельный полк морской пехоты. В 2013 году произошла переорганизация подразделения — полк вновь стал 40-й отдельной бригадой морской пехоты.

### Вторжение России на Украину
Бригада принимала участие во Вторжении России на Украину, 25 февраля 2022 года взвод Руслана Курбанова штурмовал Гостомель. Затем подразделение отметилось в боях за Угледар. На конец июня 2022 года из открытых источников и публикаций журналистов известны имена не менее 30 военнослужащих, погибших в ходе вторжения нападения. В феврале 2023 года вместе с 155-й бригадой морской пехоты активно штурмовала позиции 72-й омexбр ВСУ под Угледаром. По заявлением украинских военных, под Угледаром произошло «крупнейшее танковое сражение войны». Во время боёв 72-я омехбр удержала город и нанесла обеим бригадам Береговых войск ВМФ РФ очень тяжелые потери, только визуально подтверждённые потери российской бронетехники составили 130 единиц (танков, БМП и БТР).
20 июля 2023 года указом президента Российской Федерации № 541 бригаде присвоено почётное наименование «гвардейская» за массовый героизм и отвагу, стойкость и мужество проявленные личным составом бригады в боевых действиях по защите Отечества и государственных интересов в условиях вооружённых конфликтов.
По оценке BBC За время боёв за Угледар 155-я и 40-я бригады морской пехоты потеряли по меньшей мере 2100 человек тяжелоранеными, убитыми и пропавшими без вести, или 40 % своей довоенной численности.

## Состав

### 2021 год
- управление;
- отдельный батальон морской пехоты ;
- отдельный десантно-штурмовой батальон;
- отдельный самоходный артиллерийский дивизион;
- зенитный ракетно-артиллерийский дивизион;
- разведывательный батальон;
- батальон материального обеспечения;
- танковая рота[16];
- реактивная батарея;
- батарея ПТУР;
- стрелковая рота;
- рота связи;
- инженерно-десантная рота;
- огнемётная рота;
- ремонтная рота;
- рота РЭБ;
- медицинская рота;
- рота десантно-высадочных средств;
- взвод РХБЗ;
- взвод управления начальника артиллерии;
- комендантский взвод;[17]
- Взвод военной полиции.

## Командиры
- Чапаев, Василий Иванович (22 сентября 1918 — 14 ноября 1918)
- Дементьев, Анатолий Антонович (14 ноября 1918 — 26 февраля 1919)
- Сапожков, Александр Васильевич (26 февраля 1919 — 1 октября 1919)
- Захаров, Сергей Парменович (1 октября 1919 — 17 марта 1920)
- Гагаев, Сергей Михайлович (17 марта 1920 — 24 апреля 1920)
- Ицковский, Рувим Лейбович (24 апреля 1920 — 8 мая 1920), временно исполняющий должность
- Майстрах, Борис Владимирович (8 мая 1920 — 26 сентября 1920)
- Шарсков, Иван Фёдорович (26 сентября 1920 — 5 марта 1921)
- Белов, Иван Панфилович (22 апреля 1922 — 6 июня 1922)
- Ольшанский, Михаил Михайлович (9 июня 1923 — 6 сентября 1923)
- Ковтюх, Епифан Иович (26 сентября 1923 — май 1926)
- Покус, Яков Захарович (май 1926 — октябрь 1929)
- Смирнов, Илья Корнилович (01 октября 1929 — сентябрь 1930)
- Смирнов, Илья Корнилович (март 1931 — декабрь 1932)
- Голубев, Константин Дмитриевич (27 февраля 1933 — март 1936), комбриг (с 1935)
- Качалов, Владимир Яковлевич (29 мая 1936 — 13 июня 1937), комдив
- Дубков, Михаил Георгиевич (14 июля 1937 — 18 марта 1938), полковник, с 17 февраля 1938 года — комбриг
- Мамонов, Степан Кириллович (март 1938 — 2 июля 1939), полковник
- Семёнов, Василий Александрович (3 июля 1939 — 4 ноября 1942), полковник, с 7 октября 1941 года — генерал-майор
- Свирс, Николай Карпович (25 ноября 1942 — 3 сентября 1945), полковник, с 22 февраля 1944 года — генерал-майор
- Фочкин, Спиридон Матвеевич (февраль 1946 — 25 апреля 1947), полковник
- Беляев, Иван Петрович (апрель 1947 — июнь 1952), генерал-майор
- Журавлёв, Александр Васильевич (июнь 1952 — 17 мая 1957), генерал-майор
- Драенков, Фёдор Савельевич (17 мая 1957 — 3 октября 1959), полковник, с 25 мая 1959 года — генерал-майор
- Одинцов, Александр Иванович (3 октября 1959 — 13 декабря 1962), полковник, с 9 мая 1961 года — генерал-майор
- Кривда, Федот Филиппович (13 декабря 1962 — 12 августа 1964), полковник
- Сысоев, Пётр Иванович (12 августа 1964 — январь 1967)
- Грищенко, Степан Александрович (январь 1967 — 22 августа 1969), полковник, с 25 октября 1967 года — генерал-майор
- Морозов, Георгий Андреевич (22 августа 1969 — ?), полковник, с 29 апреля 1970 года — генерал-майор
- Белявский Владимир Анатольевич (июнь 2016 — сентября 2017), полковник
- Петух Дмитрий Иванович (с сентября 2017), полковник
- гвардии генерал-майор Никитин, Евгений Валерьевич

## Награжденные званием Героя России
- гвардии майор Курбанов, Руслан Маркизович (род.1996).
- гвардии капитан Казымов, Эдуард Иванович (род.1995)
- гвардии капитан Данилов, Александр Олегович (род.1991)
- гвардии старший матрос Виталий Нарушевич
- гвардии генерал-майор Никитин, Евгений Валерьевич